# Ramón Masó
Ramón Masó Vallmajó, deportivamente conocido como Masó (Olot, España, 27 de octubre de 1987) fue un futbolista español que jugaba como centrocampista o defensa zurdo.

## Trayectoria
Se formó en el EF Garrotxa, de donde fue incorporado con 14 años al fútbol base del FC Barcelona. Sus primeros éxitos los logró con el equipo juvenil, conquistando el doblete -Liga y Copa- la temporada 2004/05, junto con jugadores como Messi, Piqué o Cesc.
Con solo 18 años, cuando todavía pertenecía a la disciplina del Barcelona C, le llegó la oportunidad de debutar con el primer equipo. Fue el 20 de mayo de 2006, en el último partido de la Primera División 2005/06. El encuentro, ante el Athletic Club, era intrascendente para los azulgrana, que ya se habían proclamado campeones de liga y venían de conquistar la Liga de Campeones y, por ello, Frank Rijkaard recurrió a varios jugadores de las categorías inferiores. Masó saltó al terreno de juego para disputar los diez últimos minutos, tras reemplazar al también canterano Ludovic.
Sin embargo, Masó no continuó su progresión y siguió un año más en el Barcelona C. El verano de 2007, con la disolución del segundo filial azulgrana y sin posibilidades de dar el salto al Barcelona B, el club decidió traspasarlo al Girona FC. En su primer año con los gerundeses, el equipo logró el ascenso de Segunda División B a Segunda A, aunque Masó tuvo un papel testimonial. La siguiente campaña, el cuadro técnico prefirió que tuviese minutos de juego y lo cedió a un equipo afiliado, el UD Cassà, que jugaba en Tercera División.
En julio de 2009 inició una nueva etapa con su incorporación a la UE Sant Andreu.

## Clubes
| Club           | País   | Año       |
| -------------- | ------ | --------- |
| FC Barcelona C | España | 2005-2007 |
| FC Barcelona   | España | 2006      |
| Girona FC      | España | 2007-2008 |
| UD Cassà       | España | 2008-2009 |
| UE Sant Andreu | España | 2009-2010 |
| FC Santboià    | España | 2010-2011 |
| UE Olot        | España | 2011-2012 |
| AEC Manlleu    | España | 2012-14   |
| UE Figueres    | España | 2014-17   |
| La Jonquera    | España | 2017-19   |

## Palmarés

### Campeonatos nacionales
| Título                     | Club                     | País   | Año  |
| -------------------------- | ------------------------ | ------ | ---- |
| Liga de Juveniles          | FC Barcelona (Juvenil A) | España | 2005 |
| Copa del Rey de Juveniles  | FC Barcelona (Juvenil A) | España | 2005 |
| Liga de Primera División   | FC Barcelona             | España | 2006 |
| Liga de Segunda División B | Girona FC                | España | 2008 |